# Mindaugas Timinskas
Mindaugas Timinskas (* 28. März 1974 in Šilutė) ist ein ehemaliger litauischer Basketballspieler.

## Werdegang
Timinskas verließ 1993 sein Heimatland, studierte und spielte anschließend bis 1997 an der Iona University in den Vereinigten Staaten. Zu Beginn der Saison 1997/98 spielte er kurz in seiner Heimatstadt Šilutė, wechselte im Oktober 1997 zu Straßburg IG und im November desselben Monats zum deutschen Zweitliga-Aufsteiger SSV Einheit Weißenfels.
Nach einem Spieljahr bei Gorizia Carigo in Italien spielte Timinskas für den litauischen Spitzenverein Žalgiris Kaunas, mit dem er 2000 Staatsmeister wurde. Mit Tau Cerámica stand er 2001 in der EuroLeague-Endspielserie, die gegen Virtus Bologna verloren wurde. Im Januar 2002 erfolgte die Trennung, Timinskas ging zu Paris Basket Racing. Mit Žalgiris Kaunas wurde er 2003, 2004 und 2005 wieder litauischer Meister.

## Nationalmannschaft
Timinskas wurde als bester Spieler der U22-Europameisterschaft 1996 ausgezeichnet, bei der er mit Litauen Silber gewann. Bei den Olympischen Sommerspielen 2000 holte er mit der Nationalmannschaft seines Heimatlandes die Bronzemedaille. Er nahm an den EM-Turnieren 1995, 1997 und 2001 teil.

## Trainer
Im Anschluss an seine Spielerlaufbahn zog Timinskas wieder in die Vereinigten Staaten, dort war er zeitweise an der Privatschule Cary Academy im Bundesstaat North Carolina als Trainer tätig.